# Кінець людства
Кіне́ць лю́дства — американський науково-фантастичний фільм 2009 року режисера Ніла Джонсона. Заснований на сюжетній концепції та за сценарієм Джонсона і Майкла Джонатана Сміта.

## Про фільм
2834 рік. Людство систематично знищується по всій галактиці та відкинуто до становища меншини, витісненої расою-клоном «Homo technis» або «Konstrukts». Яка сама була витіснена генно-інженерно модифікованою расою «Homo superior». Homo superior посилили себе за допомогою ДНК раси ворожих інопланетян Нефілім, відомих своїми неперевершеними військовими навичками, щоб знищити в галактиці всі Homo sapiens і Homo technis як «нижчі» раси. Щоб врятувати «нижчі» раси, Homo technis розвиває новий рід розумних. Усю надію буде втрачено, якщо останній зразок чистої людської ДНК не буде знайдено на віддаленій планеті в далеких межах галактики.
Тепер битва вестиметься у просторі та часі, щоб зберегти та захистити останнього з роду людського.

## Знімались
| Актор        | Роль     |
| ------------ | -------- |
| Карі Ніссена | Горлок   |
| Марія Ольсен | Сара-419 |